# Autostrada A96 (Niemcy)
Autostrada A96 (niem. Bundesautobahn 96 (BAB 96) także Autobahn 96 (A96)) – autostrada w Niemczech prowadząca z południa na wschód, od granicy z Austrią koło Lindau (Bodensee) do skrzyżowania z drogą B2R, obwodnicą śródmiejską w Monachium w Bawarii. 

## Odcinki międzynarodowe
Autostrada pomiędzy przejściem granicznym z Austrią a skrzyżowaniem z autostradą A7 na węźle Kreuz Memmingen jest częścią trasy europejskiej E43.
Autostrada pomiędzy skrzyżowaniem z drogą B31 na węźle Sigmarszell a skrzyżowaniem z drogą B2R w Monachium jest częścią trasy europejskiej E54.